# Papa Benedict al II-lea
Papa Benedict al II-lea (n. 635 d.Hr., Roma, Imperiul Roman de Răsărit – d. 8 mai 685 d.Hr., Roma, Imperiul Roman de Răsărit) a fost un papă al Romei. Pontificatul lui a durat din 683 până-n 685.
Benedict - azi un sfânt al Bisericii Catolice - a provenit din familia romană Savelli. Numele lui înseamnă "cel binecuvâtat (lat.)". A fost succesorul lui Leon al II-lea. Deși fusese ales încă din iunie 683, a fost uns papă abia pe 26 iunie 684, fiindcă a trebuit să obțină confirmarea alegerii lui de către Împăratul Constantin al IV-lea al Bizanțului.
A contribuit la împăcarea cu împăratul de la Constantinopol după conflictele anterioare legate de disputa monotelismului. Datorită lui, alegerea viitorilor papi a putut confirmată și de către exarhul de la Ravenna. De asemenea, Ravenna și-a pierdut autocefalia, adică independența bisericească. 
A murit pe 8 mai 685 la Roma (8 mai a devenit ziua lui onomastică la catolici).